# Décès en décembre 2006
Décès
- 2002
- 2003
- 2004
- 2005
- 2006
- 2007
- 2008
- 2009
- 2010

Pour une information complémentaire, voir la page d'aide.

| Date         | Nom                           | Activités | Âge | Source |
| ------------ | ----------------------------- | --- | --- | ------ |
| 1er décembre | Petre Achițenie               | peintre roumain | 77  | (ro)   |
| 1er décembre | Claude Jade                   | actrice française | 58  |        |
| 1er décembre | Edi Sudrajat (id)             | homme politique indonésien. Ministre de la Défense de 1993 à 1998. | 68  |        |
| 2 décembre   | Mariska Veres                 | chanteuse néerlandaise. Ancien membre du groupe Shocking Blue. | 59  |        |
| 3 décembre   | Théo Olivarez                 | footballeur français | 82  |        |
| 4 décembre   | Sir Peter Gadsden (en)        | homme politique britannique | 77  |        |
| 4 décembre   | Joseph Ki-Zerbo               | historien et homme politique burkinabè | 84  |        |
| 4 décembre   | Emeka Omeruah (en)            | homme politique nigérian. Ancien ministre des Sports et président de la Fédération nigériane de football (NFA). | 63  |        |
| 5 décembre   | David Bronstein               | écrivain et joueur international d'échecs ukrainien | 82  |        |
| 5 décembre   | Patrick Maugein               | homme d'affaires français | 59  |        |
| 6 décembre   | Khan Akhmedov (en)            | premier ministre du Turkménistan de 1989 à 1992 | 70  |        |
| 6 décembre   | Kevin Berry                   | nageur australien | 61  |        |
| 6 décembre   | Matt Sterling                 | Réalisateur de films pornographiques gay américain. | 64  |        |
| 7 décembre   | Jean-Claude Aaron             | homme d'affaires français | 90  |        |
| 7 décembre   | Léon Aubert                   | philosophe, compositeur, poète et pédagogue français | 84  |        |
| 7 décembre   | Liouben Berov                 | homme politique bulgare. Ministre des Affaires étrangères de 1992 à 1993 et Premier ministre de 1992 à 1994. | 81  |        |
| 7 décembre   | Moses Hardy (en)              | dernier ancien combattant noir américain de la Première Guerre mondiale. La 6e personne la plus âgée au monde et le 2e homme derrière Emiliano Mercado del Toro.                                                                              | 113 |        |
| 7 décembre   | Kim Hyung-chil (en)           | cavalier sud-coréen | 47  |        |
| 7 décembre   | Jeane Kirkpatrick             | diplomate américaine. Ambassadrice de l'ONU de 1981 à 1985. | 80  |        |
| 7 décembre   | Jay McShann                   | chanteur, pianiste et chef d'orchestre américain | 90  |        |
| 7 décembre   | Jean Sahuquet                 | homme d'église français. Évêque de Tarbes et Lourdes de 1988 à 1998. | 83  |        |
| 8 décembre   | Martha Tilton                 | chanteuse américaine | 91  |        |
| 8 décembre   | José Uribe (es)               | joueur de baseball américano-dominicain | 47  |        |
| 9 décembre   | Georgia Gibbs                 | chanteuse américaine | 87  |        |
| 9 décembre   | Francis Mayer                 | homme d'affaires français | 56  |        |
| 9 décembre   | Martin Nodell                 | dessinateur de bandes dessinées américain | 91  |        |
| 10 décembre  | Salvatore Pappalardo          | cardinal italien. Archevêque de Palerme de 1970 à 1996. | 88  |        |
| 10 décembre  | Augusto Pinochet              | président du Chili de 1974 à 1990 | 91  |        |
| 11 décembre  | Elizabeth Bolden              | doyenne de l'humanité | 116 |        |
| 11 décembre  | Pierre-Marie Dong             | cinéaste et homme politique gabonais. Ministre d’État, ministre de la Culture, des Arts et de l’Éducation populaire depuis le 20 janvier 2006.                                                                                                | 61  |        |
| 11 décembre  | Jean Marcourel                | éditeur français | 57  |        |
| 11 décembre  | Alain Prévot                  | ingénieur français | 58  |        |
| 12 décembre  | Paul Arizin                   | basketteur américain | 78  |        |
| 12 décembre  | Peter Boyle                   | acteur américain | 71  |        |
| 12 décembre  | Daniel Chabrun                | chef d'orchestre français | 81  |        |
| 12 décembre  | Ahmet Ertegün                 | producteur américain | 83  |        |
| 12 décembre  | Oscar Klein (en)              | musicien allemand | 76  |        |
| 12 décembre  | Anton Raab                    | joueur et entraîneur de football franco-allemand. | 93  |        |
| 12 décembre  | Raymond P. Shafer             | homme politique américain. Gouverneur de Pennsylvanie de 1967 à 1971. | 89  |        |
| 12 décembre  | Alan Shugart                  | ingénieur américain | 76  |        |
| 12 décembre  | Cecil Travis (en)             | joueur de baseball américain | 93  |        |
| 13 décembre  | Babacar Ba                    | homme politique sénégalais. Ministre des Finances et des Affaires économiques de 1971 à 1975, ministre d'État, ministre des Finances et des Affaires économiques de 1975 à 1978 et ministre d'État, ministre des Affaires étrangères en 1978. | 76  |        |
| 13 décembre  | Homesick James                | chanteur et guitariste américain | 96  |        |
| 13 décembre  | Keith Larsen                  | acteur américain | 82  |        |
| 13 décembre  | Zoran Novakovic               | homme politique yougoslave. Ministre des Affaires étrangères par intérim en 2000. | 56  |        |
| 13 décembre  | Loyola de Palacio             | femme politique espagnole. Ancienne ministre et vice-présidente de la Commission européenne de 1999 à 2004. | 56  |        |
| 14 décembre  | Mustapha Adouani              | comédien tunisien | 60  |        |
| 14 décembre  | Camille Darsières             | écrivain, historien et homme politique français. Président du Conseil général (PPM) de Martinique de 1986 à 1992 et député (PPM) de la Martinique de 1993 à 2002.                                                                             | 74  |        |
| 14 décembre  | Mike Evans                    | acteur américain | 57  |        |
| 15 décembre  | Jaak Merchez                  | joueur et entraîneur de football belge | 73  |        |
| 15 décembre  | Clay Regazzoni                | pilote de Formule 1 suisse | 67  |        |
| 15 décembre  | Stanford Jay Shaw             | historien américain | 76  |        |
| 16 décembre  | Pnina Salzman                 | pianiste israélienne | 82  |        |
| 17 décembre  | Larry Sherry (en)             | joueur de baseball américain | 71  |        |
| 18 décembre  | Joseph Barbera                | réalisateur, producteur et scénariste américain | 95  |        |
| 18 décembre  | Ruth Bernhard                 | photographe américaine | 101 |        |
| 18 décembre  | Michel Berny                  | réalisateur français | 61  |        |
| 18 décembre  | Salvador Botella              | coureur cycliste espagnol | 76  |        |
| 18 décembre  | Maurice Cocagnac              | prêtre dominicain français | 82  |        |
| 18 décembre  | Mavor Moore                   | acteur, scénariste et producteur canadien | 87  |        |
| 18 décembre  | Virpi Niemelä                 | astronome et astrophysicienne argentine | 69  |        |
| 18 décembre  | Bertie Reed                   | skipper sud-africain | 63  |        |
| 19 décembre  | Laurent Bonelli               | représentant du Virgin Megastore des Champs-Élysées | 39  |        |
| 19 décembre  | Jack Burnley (en)             | dessinateur de BD américain | 95  |        |
| 21 décembre  | Lois Hall                     | actrice américaine | 80  |        |
| 21 décembre  | Pierre Louki                  | chanteur français | 86  |        |
| 21 décembre  | Saparmyrat Nyýazow            | président du Turkménistan depuis 1991 | 66  |        |
| 22 décembre  | Sam Chapman (en)              | joueur de baseball américain | 90  |        |
| 22 décembre  | Elena Mukhina                 | gymnaste russe | 45  |        |
| 22 décembre  | Galina Oustvolskaïa           | compositrice russe | 87  |        |
| 23 décembre  | Robert Fabre                  | homme politique français, fondateur du MRG | 91  |        |
| 23 décembre  | Norman Mason (en)             | chanteur et musicien de blues canadien | 68  |        |
| 23 décembre  | Bo Mya                        | homme politique birman. Dirigeant de l'Union nationale karen qui lutte pour son indépendance vis-à-vis de la Birmanie. | 79  |        |
| 23 décembre  | Robert T. Stafford (en)       | homme politique américain. Gouverneur du Vermont de 1959 à 1961 et Sénateur de 1971 à 1989. | 93  |        |
| 24 décembre  | Jacques Crozemarie            | fondateur de l'Association pour la recherche sur le cancer (ARC) | 81  |        |
| 24 décembre  | Uri Dan                       | journaliste, écrivain et réalisateur israélien | 71  |        |
| 24 décembre  | Carlos Alberto Ferreira Braga | compositeur brésilien | 99  |        |
| 24 décembre  | Mirko Sandic                  | joueur de water-polo yougoslave | 64  |        |
| 25 décembre  | James Brown                   | chanteur américain | 73  |        |
| 25 décembre  | Hélène Viannay                | résistante française | 89  |        |
| 26 décembre  | Ivar Formo                    | fondeur norvégien | 55  |        |
| 26 décembre  | José Garanger                 | archéologue français, professeur d'université, chercheur au CNRS | 80  |        |
| 26 décembre  | Fernand Nault                 | danseur et chorégraphe québécois | 85  |        |
| 27 décembre  | Pierre Delanoë                | parolier français | 88  |        |
| 27 décembre  | Gerald Ford                   | Président des Etats-Unis de 1974 à 1977 | 93  |        |
| 27 décembre  | Jean-Pierre Gebler            | jazzman belge | 68  |        |
| 27 décembre  | Antoine de La Panouse         | homme d'affaires français. Fondateur du parc zoologique de Thoiry | 92  |        |
| 27 décembre  | Saby Zaraya                   | président de l'Olympique de Marseille de 1957 à 1963 | 83  |        |
| 28 décembre  | Jamal Karimi-Rad (fa)         | homme politique iranien. Ministre de la Justice depuis le 24 août 2005. | 50  |        |
| 28 décembre  | Hubert Peyou                  | homme politique français. Président du conseil général des Hautes-Pyrénées de 1967 à 1992 et sénateur (MRG) de 1974 à 1992. | 83  |        |
| 29 décembre  | José Cardús                   | footballeur espagnol | 89  | (en)   |
| 29 décembre  | Anne-Marie Carrière           | comédienne et chansonnière française | 81  |        |
| 30 décembre  | Frank Campanella              | acteur américain | 87  |        |
| 30 décembre  | Saddam Hussein                | ancien président irakien | 69  |        |
| 30 décembre  | Michel Plasse                 | joueur de hockey sur glace canadien | 58  |        |
| 31 décembre  | Jan De Brabandere             | homme politique belge | 63  |        |
| 31 décembre  | Philippe Cara Costea          | peintre, lithographe et sculpteur français | 81  |        |
| 31 décembre  | Albert Denvers                | homme politique français. Ancien député PS et ancien président de l'Union nationale des HLM. | 101 |        |
| 31 décembre  | Yacov Hodorov                 | footballeur international israélien | 79  | (is)   |
| 31 décembre  | Anthony Lambton (en)          | homme politique britannique. Secrétaire d'État à la Défense de 1970 à 1973. | 84  |        |
| 31 décembre  | Liese Prokop                  | athlète et femme politique autrichienne. Ministre de l'Intérieur depuis 2004. | 65  |        |